# Lega Nazionale A 2022 (football americano)
La Lega Nazionale A 2022 è le 36ª edizione del campionato di football americano di primo livello, organizzato dalla SAFV.

## Squadre partecipanti
| Club                    | Città      | Stadio         | Sponsor ufficiale | Risultato nella stagione 2021 |
| ----------------------- | ---------- | -------------- | ----------------- | ----------------------------- |
| Bern Grizzlies          | Berna      |                |                   | Finalisti LNA                 |
| Calanda Broncos         | Landquart  |                |                   | Vincitori XXXV Swiss Bowl     |
| Geneva Seahawks         | Ginevra    |                |                   | Semifinalisti LNA             |
| Gladiators Beider Basel | Basilea    |                |                   | Quinto posto in LNA           |
| Thun Tigers             | Thun       | Stadion Lachen |                   | Vincitori Lega B              |
| Winterthur Warriors     | Winterthur |                |                   | Semifinalisti LNA             |
| Zürich Renegades        | Zurigo     |                |                   | Sesto posto in LNA            |

## Stagione regolare

### Calendario

#### 1ª giornata
| Winterthur 26 marzo 2022, ore 18:00 | Winterthur Warriors | 6 – 34 referto | Bern Grizzlies | Sportpark Deutweg\| Arbitro: \| Birnbaum \| |
| Arbitro:                            | Birnbaum            |                |                |                                             |

| Ginevra 27 marzo 2022, ore 14:30 | Geneva Seahawks | 13 – 0 referto | Zürich Renegades | Centre Sportif de Vessy\| Arbitro: \| Schwarz \| |
| Arbitro:                         | Schwarz         |                |                  |                                                  |

#### 2ª giornata
| Coira 3 aprile 2022, ore 14:30 | Calanda Broncos | 49 – 21 referto | Thun Tigers | Hallenbad Obere Au\| Arbitro: \| Waldburger \| |
| Arbitro:                       | Waldburger      |                 |             |                                                |

#### 3ª giornata
| Berna 10 aprile 2022, ore 14:30 | Bern Grizzlies | 27 – 0 referto | Geneva Seahawks | Stadio di atletica leggera Wankdorf\| Arbitro: \| Schwarz \| |
| Arbitro:                        | Schwarz        |                |                 |                                                              |

| Basilea 10 aprile 2022, ore 14:30 | Gladiators Beider Basel | 15 – 34 referto | Calanda Broncos | Stadion Rankhof\| Arbitro: \| Fouillet \| |
| Arbitro:                          | Fouillet                |                 |                 |                                           |

| Thun 10 aprile 2022, ore 14:30 | Thun Tigers | 35 – 20 referto | Winterthur Warriors | Stadion Lachen\| Arbitro: \| Strähl \| |
| Arbitro:                       | Strähl      |                 |                     |                                        |

#### 4ª giornata
| Basilea 16 aprile 2022, ore 18:00 | Gladiators Beider Basel | 3 – 31 referto | Bern Grizzlies | Stadion Rankhof\| Arbitro: \| Fouillet \| |
| Arbitro:                          | Fouillet                |                |                |                                           |

| Coira 18 aprile 2022, ore 14:30 | Calanda Broncos | 34 – 6 referto | Winterthur Warriors | Hallenbad Obere Au\| Arbitro: \| Fouillet \| |
| Arbitro:                        | Fouillet        |                |                     |                                              |

| Thun 18 aprile 2022, ore 14:30 | Thun Tigers | 34 – 0 referto | Zürich Renegades | Stadion Lachen\| Arbitro: \| Jordan \| |
| Arbitro:                       | Jordan      |                |                  |                                        |

#### 5ª giornata
| Berna 24 aprile 2022, ore 14:30 | Bern Grizzlies | 24 – 7 referto | Thun Tigers | Stadio di atletica leggera Wankdorf\| Arbitro: \| Fouillet \| |
| Arbitro:                        | Fouillet       |                |             |                                                               |

| Ginevra 24 aprile 2022, ore 14:30 | Geneva Seahawks | 0 – 21 referto | Calanda Broncos | Centre Sportif de Vessy\| Arbitro: \| Ducommun \| |
| Arbitro:                          | Ducommun        |                |                 |                                                   |

#### 6ª giornata
| Winterthur 30 aprile 2022, ore 18:00 | Winterthur Warriors | 22 – 14 referto | Zürich Renegades | Sportpark Deutweg\| Arbitro: \| Waldburger \| |
| Arbitro:                             | Waldburger          |                 |                  |                                               |

| Berna 1º maggio 2022, ore 14:30 | Bern Grizzlies | 27 – 20 referto | Calanda Broncos | Stadio di atletica leggera Wankdorf\| Arbitro: \| Böni \| |
| Arbitro:                        | Böni           |                 |                 |                                                           |

| Thun 1º maggio 2022, ore 14:30 | Thun Tigers | 41 – 6 referto | Geneva Seahawks | Stadion Lachen\| Arbitro: \| Strähl \| |
| Arbitro:                       | Strähl      |                |                 |                                        |

#### 7ª giornata
| Coira 7 maggio 2022, ore 18:00 | Calanda Broncos | 35 – 6 referto | Gladiators Beider Basel | Hallenbad Obere Au\| Arbitro: \| Böni \| |
| Arbitro:                       | Böni            |                |                         |                                          |

| Zurigo 7 maggio 2022, ore 18:00 | Zürich Renegades | 19 – 62 referto | Thun Tigers | Utogrund\| Arbitro: \| Fouillet \| |
| Arbitro:                        | Fouillet         |                 |             |                                    |

| Ginevra 8 maggio 2022, ore 14:30 | Geneva Seahawks | 21 – 7 referto | Winterthur Warriors | Centre Sportif de Vessy\| Arbitro: \| Schwarz \| |
| Arbitro:                         | Schwarz         |                |                     |                                                  |

#### Recuperi 1
| Witikon 15 maggio 2022, ore 14:30 | Zürich Renegades | 0 – 40 referto | Gladiators Beider Basel | Sportplatz Looren\| Arbitro: \| Petschovsky \| |
| Arbitro:                          | Petschovsky      |                |                         |                                                |

#### 8ª giornata
| Basilea 21 maggio 2022, ore 18:00 | Gladiators Beider Basel | 24 – 7 referto | Geneva Seahawks | Stadion Rankhof\| Arbitro: \| Fouillet \| |
| Arbitro:                          | Fouillet                |                |                 |                                           |

| Witikon 22 maggio 2022, ore 14:30 | Zürich Renegades | 20 – 44 referto | Calanda Broncos | Sportplatz Looren\| Arbitro: \| Thielsch \| |
| Arbitro:                          | Thielsch         |                 |                 |                                             |

| Berna 22 maggio 2022, ore 14:30 | Bern Grizzlies | 69 – 7 referto | Winterthur Warriors | Stadio di atletica leggera Wankdorf\| Arbitro: \| Strähl \| |
| Arbitro:                        | Strähl         |                |                     |                                                             |

#### 9ª giornata
| Thun 28 maggio 2022, ore 18:00 | Thun Tigers | 20 – 24 referto | Gladiators Beider Basel | Stadion Lachen\| Arbitro: \| Jordan \| |
| Arbitro:                       | Jordan      |                 |                         |                                        |

| Coira 28 maggio 2022, ore 18:00 | Calanda Broncos | 21 – 14 referto | Geneva Seahawks | Hallenbad Obere Au\| Arbitro: \| Fouillet \| |
| Arbitro:                        | Fouillet        |                 |                 |                                              |

| Zurigo 29 maggio 2022, ore 14:30 | Zürich Renegades | 12 – 38 referto | Winterthur Warriors | Utogrund\| Arbitro: \| Waldburger \| |
| Arbitro:                         | Waldburger       |                 |                     |                                      |

#### 10ª giornata
| 4 giugno 2022, ore 18:00 | Geneva Seahawks | 0 – 55 referto | Bern Grizzlies | \| Arbitro: \| Ducommun \| |
| Arbitro:                 | Ducommun        |                |                |                            |

| Basilea 4 giugno 2022, ore 18:00 | Gladiators Beider Basel | 28 – 15 referto | Zürich Renegades | Stadion Rankhof\| Arbitro: \| Fouillet \| |
| Arbitro:                         | Fouillet                |                 |                  |                                           |

| Winterthur 4 giugno 2022, ore 18:00 | Winterthur Warriors | 21 – 24 referto | Thun Tigers | Sportpark Deutweg\| Arbitro: \| Waldburger \| |
| Arbitro:                            | Waldburger          |                 |             |                                               |

#### 11ª giornata
| Coira 11 giugno 2022, ore 18:00 | Calanda Broncos | 23 – 30 referto | Bern Grizzlies | Hallenbad Obere Au\| Arbitro: \| Strähl \| |
| Arbitro:                        | Strähl          |                 |                |                                            |

| Winterthur 11 giugno 2022, ore 18:00 | Winterthur Warriors | 13 – 21 referto | Gladiators Beider Basel | Sportpark Deutweg\| Arbitro: \| Birnbaum \| |
| Arbitro:                             | Birnbaum            |                 |                         |                                             |

| Witikon 12 giugno 2022, ore 14:30 | Zürich Renegades | 37 – 6 referto | Geneva Seahawks | Sportplatz Looren\| Arbitro: \| Urben \| |
| Arbitro:                          | Urben            |                |                 |                                          |

#### 12ª giornata
| Winterthur 18 giugno 2022, ore 18:00 | Winterthur Warriors | 27 – 28 referto | Calanda Broncos | Sportpark Deutweg\| Arbitro: \| Zwicker \| |
| Arbitro:                             | Zwicker             |                 |                 |                                            |

| Ginevra 18 giugno 2022, ore 18:00 | Geneva Seahawks | 3 – 14 referto | Gladiators Beider Basel | Centre Sportif de Vessy\| Arbitro: \| Ducommun \| |
| Arbitro:                          | Ducommun        |                |                         |                                                   |

| Thun 19 giugno 2022, ore 14:30 | Thun Tigers | 6 – 36 referto | Bern Grizzlies | Stadion Lachen\| Arbitro: \| Schwarz \| |
| Arbitro:                       | Schwarz     |                |                |                                         |

#### 13ª giornata
| Basilea 25 giugno 2022, ore 18:00 | Gladiators Beider Basel | 34 – 6 referto | Thun Tigers | Stadion Rankhof\| Arbitro: \| Böni \| |
| Arbitro:                          | Böni                    |                |             |                                       |

| Berna 26 giugno 2022, ore 14:30 | Bern Grizzlies | 35 – 0 referto | Zürich Renegades | Stadio di atletica leggera Wankdorf\| Arbitro: \| Schwarz \| |
| Arbitro:                        | Schwarz        |                |                  |                                                              |

### Classifica
La classifica della regular season è la seguente:
- PCT = percentuale di vittorie, G = partite giocate, V = partite vinte, P = partite perse, PF = punti fatti, PS = punti subiti
- La qualificazione ai playoff è indicata in verde
- L'ultima classificata sfida la vincente della Lega B per la partecipazione alla LNA 2023 (giallo)

| Pos. | Squadra                 | PCT   | G  | V  | P | PF  | PS  |
| ---- | ----------------------- | ----- | -- | -- | - | --- | --- |
| 1    | Bern Grizzlies          | 1.000 | 10 | 10 | 0 | 368 | 72  |
| 2    | Calanda Broncos         | .800  | 10 | 8  | 2 | 309 | 166 |
| 3    | Gladiators Beider Basel | .700  | 10 | 7  | 3 | 209 | 164 |
| 4    | Thun Tigers             | .500  | 10 | 5  | 5 | 256 | 233 |
| 5    | Geneva Seahawks         | .200  | 10 | 2  | 8 | 70  | 247 |
| 6    | Winterthur Warriors     | .200  | 10 | 2  | 8 | 167 | 292 |
| 7    | Zürich Renegades        | .100  | 10 | 1  | 9 | 117 | 322 |

## Playoff

### Tabellone
|  | Semifinali | Semifinali              | Semifinali |                 |    | XXXVI Swiss Bowl | XXXVI Swiss Bowl | XXXVI Swiss Bowl |  |
|  |            |                         |            |                 |    |                  |                  |                  |  |
|  | 1          | Bern Grizzlies          | 45         |                 |    |                  |                  |                  |  |
|  | 1          | Bern Grizzlies          | 45         |                 |    |                  |                  |                  |  |
|  | 4          | Thun Tigers             | 0          |                 |    |                  |                  |                  |  |
|  | 4          | Thun Tigers             | 0          |                 | 1  | Bern Grizzlies   | 26               |                  |  |
|  |            |                         |            |                 | 1  | Bern Grizzlies   | 26               |                  |  |
|  |            |                         | 2          | Calanda Broncos | 22 |                  |                  |                  |  |
|  | 2          | Calanda Broncos         | 2          | Calanda Broncos | 22 | 38               |                  |                  |  |
|  | 2          | Calanda Broncos         |            |                 |    |                  |                  |                  |  |
|  | 3          | Gladiators Beider Basel | 14         |                 |    |                  |                  |                  |  |

### Semifinali
| Berna 9 luglio 2022, ore 18:00 | Bern Grizzlies | 45 – 0 referto | Thun Tigers | Stadio di atletica leggera Wankdorf\| Arbitro: \| Böni \| |
| Arbitro:                       | Böni           |                |             |                                                           |

| Coira 9 luglio 2022, ore 18:00 | Calanda Broncos | 38 – 14 referto | Gladiators Beider Basel | Hallenbad Obere Au\| Arbitro: \| Waldburger \| |
| Arbitro:                       | Waldburger      |                 |                         |                                                |

### XXXVI Swiss Bowl
| Grenchen 16 luglio 2022, ore 18:00 | Bern Grizzlies                                                   | 26 – 22 referto | Calanda Broncos | Stadion Brühl\| Arbitri: \| Zwicker Deter Böckle Gameiro Lopes B. Meier von Känel Hösli Böni \| |
| Arbitri:                           | Zwicker Deter Böckle Gameiro Lopes B. Meier von Känel Hösli Böni |                 |                 |                                                                                                 |

## Spareggio relegazione
| 16 luglio 2022 | Sankt Gallen Bears | 6 – 20 | Zürich Renegades |  |

## Verdetti
- Bern Grizzlies Campioni di Svizzera 2022
- Zürich Renegades non relegati in Lega B 2023